# Флигнхайм, Антуанетта
Антуанетта Флигнхайм (англ. Antoinette Flegenheim, 11 мая 1863 ― 8 апреля 1943) ― выжившая при крушении пассажирка лайнера «Титаник».

## Юность
Берта Антония Мария Вендт родилась 11 мая 1863 года в Химмельпфорте близ Берлина, Пруссия, Германия. в семье Вильгельма и Полины Вендт.
В 1890 году она переехала в Нью-Йорк, США и вышла замуж за немца, Альфреда Флигнхайма. Альфред умер 23 ноября 1907 года. Флегенхайм была богата и владела резиденциями как в Берлине, так и на Манхэттене.

## Крушение «Титаника»
Флигнхайм была одной из 281 пассажира, поднявшегося на борт «Титаника» 10 апреля 1912 года во время его остановки в Шербуре, Франция. Она путешествовала первым классом. Судно должно было сделать ещё одну остановку в Квинстауне, Ирландия, перед злополучным трансатлантическим пересечением. 14 апреля 1912 года «Титаник» столкнулся с айсбергом во время своего первого рейса в северной части Атлантического океана.
В 00:45 15 апреля 1912 года Антуанетта покинула «Титаник» вместе с 27 другими на спасательной шлюпке № 7, которая была спущена первой. Спасательная шлюпка поплыла без пробки и начала набирать воду. Дороти Гибсон утверждала, что пассажиры шлюпки заткнули отверстие предметами одежды.
Флигнхайм и другие пассажиры спасательной шлюпки № 7 были спасены «Карпатией» примерно через четыре часа после того, как они были спущены с «Титаника».

## Дальнейшая жизнь
Вскоре после крушения «Титаника», 20 июня 1912 года, Флигнхайм вышла замуж за британца Пола Эллиота Уайтхерста (родился около 1878 года).
Они жили в Гааге, Нидерланды, во время Первой мировой войны, но позднее расстались.
Флигнхайм умерла во Франкфурте, Германия, 8 апреля 1943 года.